# Wilhelm Heinrich Riehl
Pour les articles homonymes, voir Riehl.

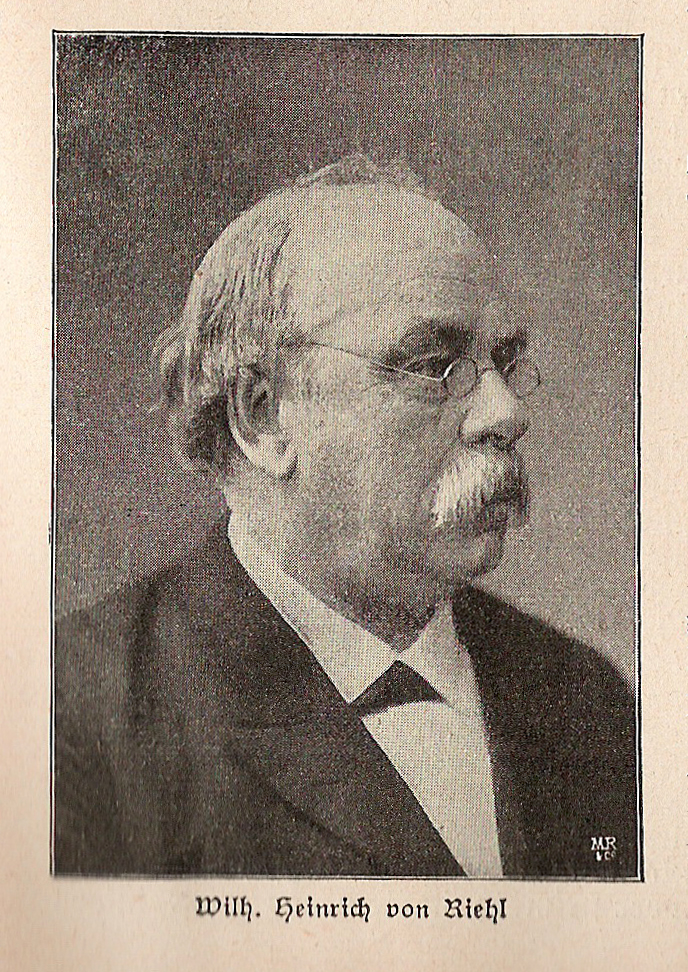
Wilhelm Heinrich Riehl.

Wilhelm Heinrich Riehl (1823-1897, von Riehl à partir de 1883) est un journaliste, romancier et historien de la culture allemande et sociologue allemand.

## Biographie
Wilhelm Heinrich Riehl fait ses humanités à la Lateinschule de Wiesbaden. Il passe son examen final (Abitur) à Weilbourg.
En 1841, à la suite de la mort de son père, il entreprend des études théologiques à Marbourg, Tübingen puis Giessen. Il se tourne ensuite vers l'étude de la philosophie, de l'histoire et l'histoire de l'art dans la ville de Bonn, où il a comme professeur Ernst Moritz Arndt à l'université de Bonn.
En 1841, il devient journaliste dans plusieurs journaux allemands. En 1851, il accède au poste de rédacteur en chef du quotidien Allgemeine Zeitung d'Augsbourg.
En 1854, Maximilien II de Bavière le fait venir à la cour de Munich, où il devient rédacteur en chef de la maison royale et reçoit le titre de professeur honoraire à la Faculté économique de l'État. En 1859, il est nommé professeur d'histoire de la culture et des statistiques.
En 1883, il est anobli et se fait appeler « von Riehl ».
En 1885, il devient directeur du Musée national de Bavière et est nommé Conservateur général des monuments et des antiquités de Bavière.

## Œuvre
Dans ses premières œuvres, Riehl insiste sur les structures sociales au XIXe siècle. Il est l'un des premiers à étudier l'histoire culturelle et scientifique des sujets traités et analyser le folklore en tant que science. Il met en évidence les interactions entre les facteurs géographiques, les relations sociales, la culture allemande et le mode de vie. Il analyse la famille comme base de tout développement social et comme le noyau de la société. Il étudie l'urbanisation à l'ère de l'industrialisation. Riehl voit dans les zones urbaines le « terreau fertile pour l'esprit socialiste de l'égalitarisme » à la suite de la séparation des individus désespérés par la destruction des milieux familiaux. L'inertie sociale et le conservatisme étant le fait de la population rurale. Il reprend l'idéal de la nature mis en avant par la vague romantique allemande en l'associant à une vision apocalyptique à travers laquelle le Juif tiendrait le rôle principal. Riehl dénonce en premier lieu les désordres économiques et sociaux de 1848 et il affirme que l'industrialisation détruit la nature. Riehl mettra un accent particulier sur le romantisme agraire et la haine des villes. Son œuvre est une des bases de l'idéologie national-socialiste du siècle suivant.

## Publications
- Die Geschichte vom Eisele und Beisele [L'histoire de Eisele et Beisele], roman, 1848
- Naturgeschichte des deutschen Volkes als Grundlage einer deutschen Socialpolitik [Histoire naturelle du peuple allemand comme base de la politique sociale allemande], 1851-1869
  - 1. Land und Leute [Pays et peuple]
  - 2. Die bürgerliche Gesellschaft [La société civile]
  - 3. Die Familie [La famille]
  - 4. Wanderbuch [Livre de randonnée]
- Musikalische Charakterköpfe, 1853
- Culturgeschichtliche Novellen, 1856
- Die Pfälzer. Ein rheinisches Volksbild [Le Palatin. Une image populaire du Rhin], 1857
- Kulturstudien aus drei Jahrhunderten [Études de la culture de trois siècles], 1859
- Die deutsche Arbeit [Le travail allemand], 1861
- Geschichten aus alter Zeit [Histoires de la Chine ancienne], 1863-1864
- Über den Begriff der bürgerlichen Gesellschaft, Vortrag, 1864
- Neues Novellenbuch, 1867
- Gotthold Ephraim Lessing als Universitätsfreund [Gotthold Ephraim Lessing, un ami de l'université], 1873
- Freie Vorträge, 1871 et 1885
- Aus der Ecke. 7 neue Novellen, 1874
- Burg Neideck, nouvelle, 1875
- Am Feierabend. 6 neue Novellen, 1880
- Lebensräthsel. 5 Novellen, 1888
- Kulturgeschichtliche Charakterköpfe, 1891
- Religiöse Studien eines Weltkindes, 1894
- Ein ganzer Mann [Un vrai homme], roman, 1897